# کاج بوسنی
کاج بوسنی (نام علمی: Pinus heldreichii) نام یک گونه از سرده کاج است.